# دوئی
دوئی (به لاتین: Dewei) یک شهرک در جمهوری خلق چین است که در شهرستان لودینگ واقع شده‌است.